# Alan Bridges
Alan Bridges (ur. 28 września 1927 w Liverpoolu; zm. 7 grudnia 2013) – brytyjski reżyser filmowy, teatralny i telewizyjny. Laureat Złotej Palmy na 26. MFF w Cannes. W swoich satyrycznych filmach najczęściej uwydatniał różnice klasowe w brytyjskim społeczeństwie początków XX w., dbając o wiarygodny psychologicznie rysunek postaci.

## Życiorys
Urodził się w Liverpoolu w rodzinie pochodzenia szkockiego i angielskiego. Przez krótki czas studiował na Uniwersytecie w Oksfordzie. Początkowo chciał zostać aktorem. W 1946 ukończył studia aktorskie na Royal Academy of Dramatic Art. W latach 50. grał role szekspirowskie w przedstawieniach Birmingham Repertory Theatre Company.
Dochodził jednak stopniowo do wniosku, że woli reżyserować niż grać. W kolejnej dekadzie zasłynął jako reżyser wielu klasycznych już dziś przedstawień teatru telewizji dla BBC. Wtedy też jego zainteresowania zaczęły stopniowo kierować się również w stronę kina. Łącznie wyreżyserował osiem filmów fabularnych.
Jego największym sukcesem był rozgrywający się po zakończeniu I wojny światowej dramat psychologiczny Najemnik (1973) z Robertem Shaw i Sarą Miles w rolach arystokratycznej wdowy i jej szofera, który niespodziewanie staje się dla niej powiernikiem i przyjacielem. Obraz zdobył Złotą Palmę na 26. MFF w Cannes.
Kolejny film Bridgesa, Po sezonie (1975) z Vanessą Redgrave, Cliffem Robertsonem i Susan George, miał swoją premierę w konkursie na 25. MFF w Berlinie. Opowiadał historię miłosnego trójkąta, podobnie jak późniejszy Powrót żołnierza (1982), pokazany w konkursie canneńskim. W tym ostatnim filmie, rzecz dotyczyła cierpiącego na zanik pamięci żołnierza, który powrócił z I wojny światowej (Alan Bates). Nie pamiętał on jednak swojej wywyższającej się żony z towarzystwa (Julie Christie) w tym stopniu, co dawną miłość z niższych sfer (Glenda Jackson).
Krytyką systemu klasowego było również Polowanie (1985), którego akcja rozgrywała się w przeddzień wybuchu I wojny światowej. James Mason zagrał tu swoją ostatnią rolę jako arystokrata urządzający huczne polowanie w swojej wiejskiej posiadłości. Film stał się później inspiracją dla takich przebojów, jak Gosford Park (2001) Roberta Altmana oraz serial Downton Abbey.
Żoną Bridgesa w latach 1954-2011 była aktorka Ann Castle. Mieli dwoje dzieci i byli razem aż do jej śmierci.

## Filmografia

### Reżyser

#### Filmy fabularne
- 1964: Act of Murder
- 1966: Invasion
- 1973: Najemnik (The Hireling)
- 1975: Po sezonie (Out of Season)
- 1977: Wiek niewinności (Age of Innocence)
- 1978: Dziewczynka w błękicie (La petite fille en velours bleu)
- 1982: Powrót żołnierza (The Return of the Soldier)
- 1985: Polowanie (The Shooting Party)[4][5]